# Moline Acres
Moline Acres è un comune degli Stati Uniti d'America, situato nello Stato del Missouri, nella contea di St. Louis.